# بطولة تونس للكرة الطائرة للرجال 1982-1983
بطولة تونس للكرة الطائرة للرجال 1982-1983 هو الموسم رقم 28 من بطولة تونس للكرة الطائرة للرجال.

فاز بهذا الموسم النادي الأفريقي.

## روابط خارجية
- الموقع الرسمي للجامعة التونسية للكرة الطائرة.